# Napad na Lloyds Bank

Schemat przedstawiający tunel wykopany przez sprawców

Napad na Lloyds Bank − włamanie do londyńskiego oddziału Lloyds Bank przy Baker Street dokonane 11 września 1971. Złodzieje wydrążyli pod ziemią 15-metrowy tunel do skarbca i ukradli ze skrytek depozytowych gotówkę i biżuterię wartości wielu milionów funtów.

## Przebieg
We wrześniu 1971 Robert Rowland, radioamator, około godz. 23 powiadomił Scotland Yard, że właśnie podsłuchał rozmowę pomiędzy złodziejami, którzy dokonują kradzieży gdzieś w promieniu 10 mil od centrum Londynu. Ok. godz. 2 w nocy dyżurny policjant postanowił potraktować tę wiadomość serio i wezwał wozy do wykrywania transmisji. Niestety, kiedy w końcu technicy zostali ściągnięci z weekendowego odpoczynku, rozmowy przez krótkofalówkę ustały. Policja nie zaprzestała jednak poszukiwań, sprawdziła 750 banków w okolicach śródmieścia Londynu. W niedzielę po południu przeszukano Lloyds Bank na rogu Baker Street i Marylebone Road, ale nie znaleziono żadnych oznak włamania. 15-calowe drzwi do skarbca były nietknięte i zabezpieczone zamkiem z regulatorem czasowym. Policjanci nie zdawali sobie sprawy, że podczas ich inspekcji złodzieje byli w środku. Kradzież odkryto dopiero po otwarciu banku w poniedziałek. Zginęła zawartość 268 skrytek depozytowych. Złodzieje wydrążyli 15-metrowy podkop z piwnic wynajętego uprzednio sklepu z artykułami skórzanymi o nazwie Le Sac, mieszczącego się obok banku. Aby uniknąć wykrycia hałasu, pracowali tylko w weekendy. W metrowej grubości żelbecie, stanowiącym podłogę skarbca próbowali wyciąć dziurę lancą tlenową, ale w rezultacie musieli użyć materiałów wybuchowych. Podłoga nie była podłączona do systemu alarmowego, ponieważ uznano ją za nie do przebicia. Przestępcy wynieśli do sklepu 8 ton gruzu, a następnie ograbili bank.
Przebieg kradzieży do złudzenia przypominał historię rozwiązaną przez Sherlocka Holmesa w Związku rudowłosych Arthura Conana Doyle’a. W tym przypadku nie znaleziono jednak odpowiedzi na mnóstwo pytań. Nie odnaleziono zawartości większości skrytek, a po to, co odzyskano, nikt się nie zgłosił.

## Napad w kulturze
O napadzie opowiada film z 2008 Angielska robota (The Bank Job) w reż. Rogera Donaldsona.